# Tembleque
Tembleque és un municipi de la província de Toledo, a la comunitat autònoma de Castella la Manxa. Corresponent al partit judicial de Lillo, diòcesi de Toledo, i està situada a 16 km de la capçalera de partit i a 91 km. de la capital, en el ferrocarril de Madrid a Alacant i en la carretera general d'Andalusia, en la part més baixa d'un canal i entre alts turons, situació que l'exposa a fortes inundacions, les quals ha patit diversos cops.
Aquest poble s'articula al voltant de dues places, la plaça de la Orden i la plaça Major que s'uneixen per un passadís.

## Economia
En el seu terme s'hi produeixen principalment, blat i civada; cria de bestiar de llana; fàbrica de farina i de guix. Hi ha Societats Comunals de Llauradors, Pòsit d'agricultors i tres casinos.

## Història
A principis del segle xvi, Tembleque era un llogaret de Consuegra i el 1509 la reina Joana la Boja li donà privilegi de vila, conservant-se en l'encomana de Sant Joan de Jerusalem, orde a la qual pertanyia.
Durant la guerra de la Independència fou saquejada pels francesos després de la batalla d'Ocaña.

## Patrimoni i llocs d'interès

### Civil

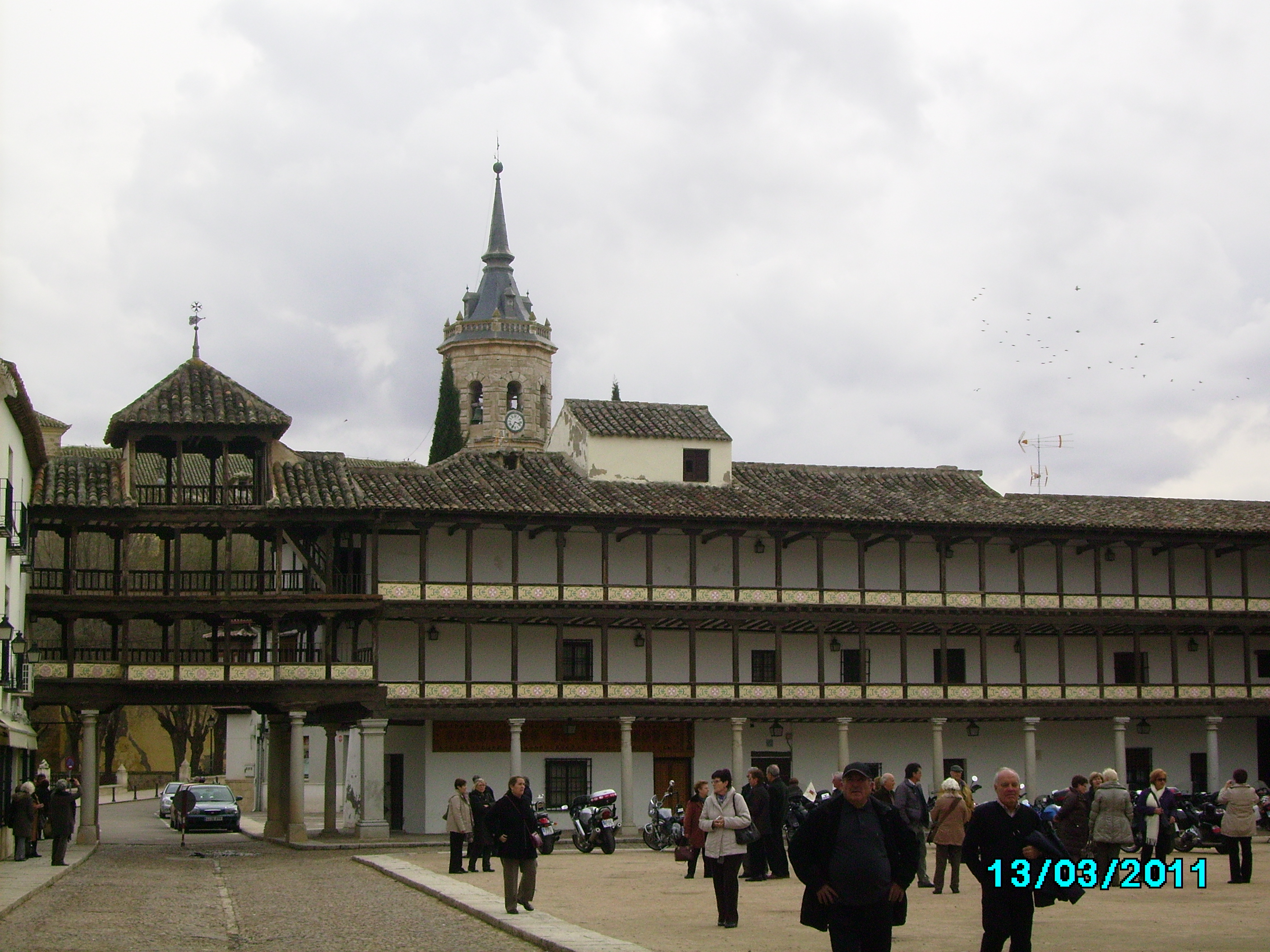
Plaça Major

- Plaça Major: És de planta quadrada i porticada en la planta baixa al llarg de la façana nord, sud i est. Les columnes són de granit. Per sobre hi ha dues plantes de corredors, seguint la primitiva idea del segle xvii que servís com a plaça de toros. En un dels seus costats hi ha l'Ajuntament, construït el 1654, i l'accés principal està cobert per un voladís coronat per un mirador amb quatre aigüavessos. La major part de les columnes i pilars originals van ser substituïts a finals del segle XX per altres nous.

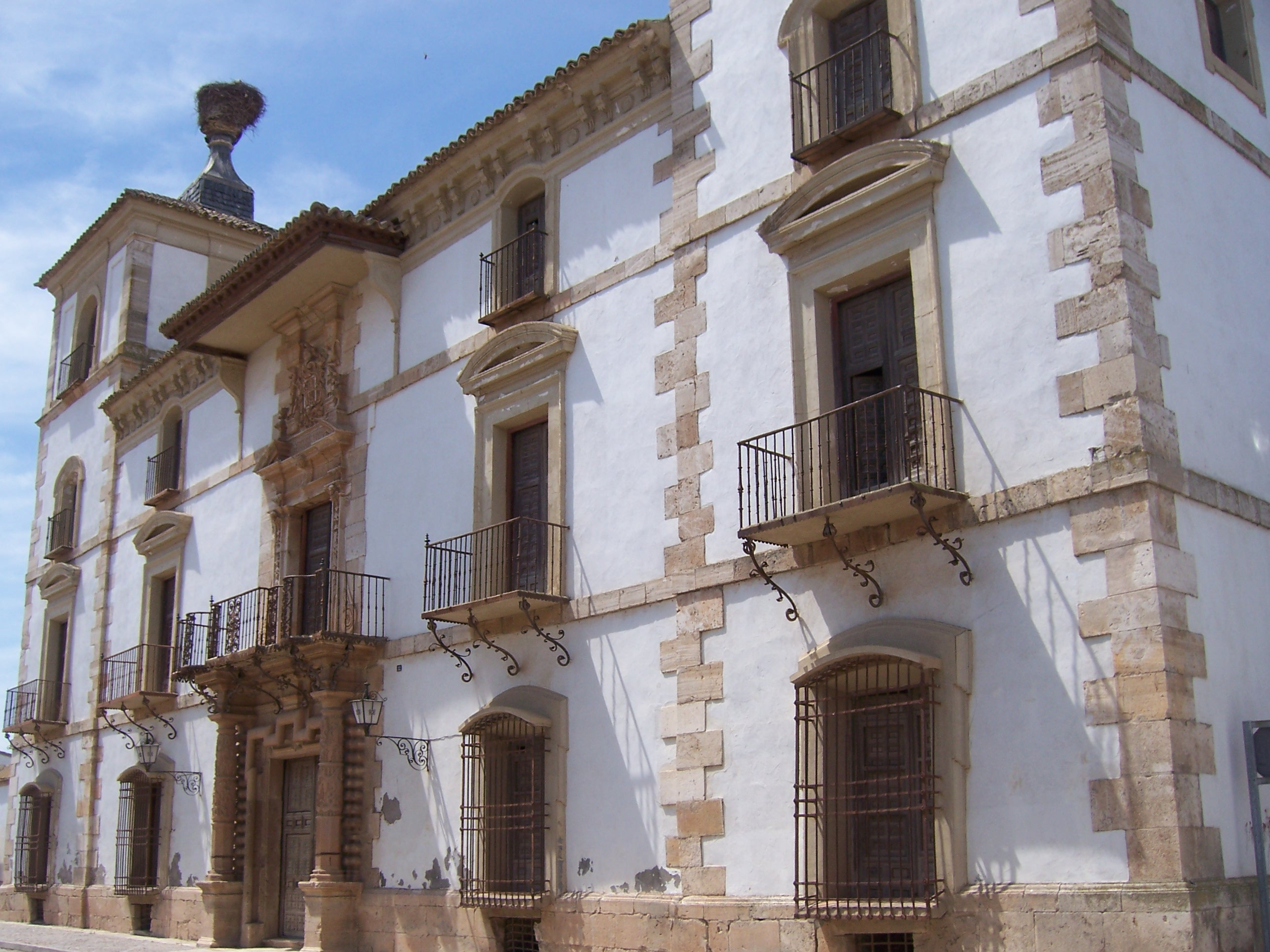
Casa de les Torres

- Casa de les Torres: És la casa senyorial més representativa de Tembleque. Va ser construïda al segle xviii i declarada Monument el 1979. D'estil barroc va ser construïda per Antonio Fernández Alejo al segle xviii. S'estructura al voltant d'un pati quadrat amb doble galeria de columnes toscanes de pedra que uneixen tres arcs rebaixats per cada costat. A la façana principal hi ha una portalada barroca decorada amb nombrosos motius ornamentals.

### Religiós

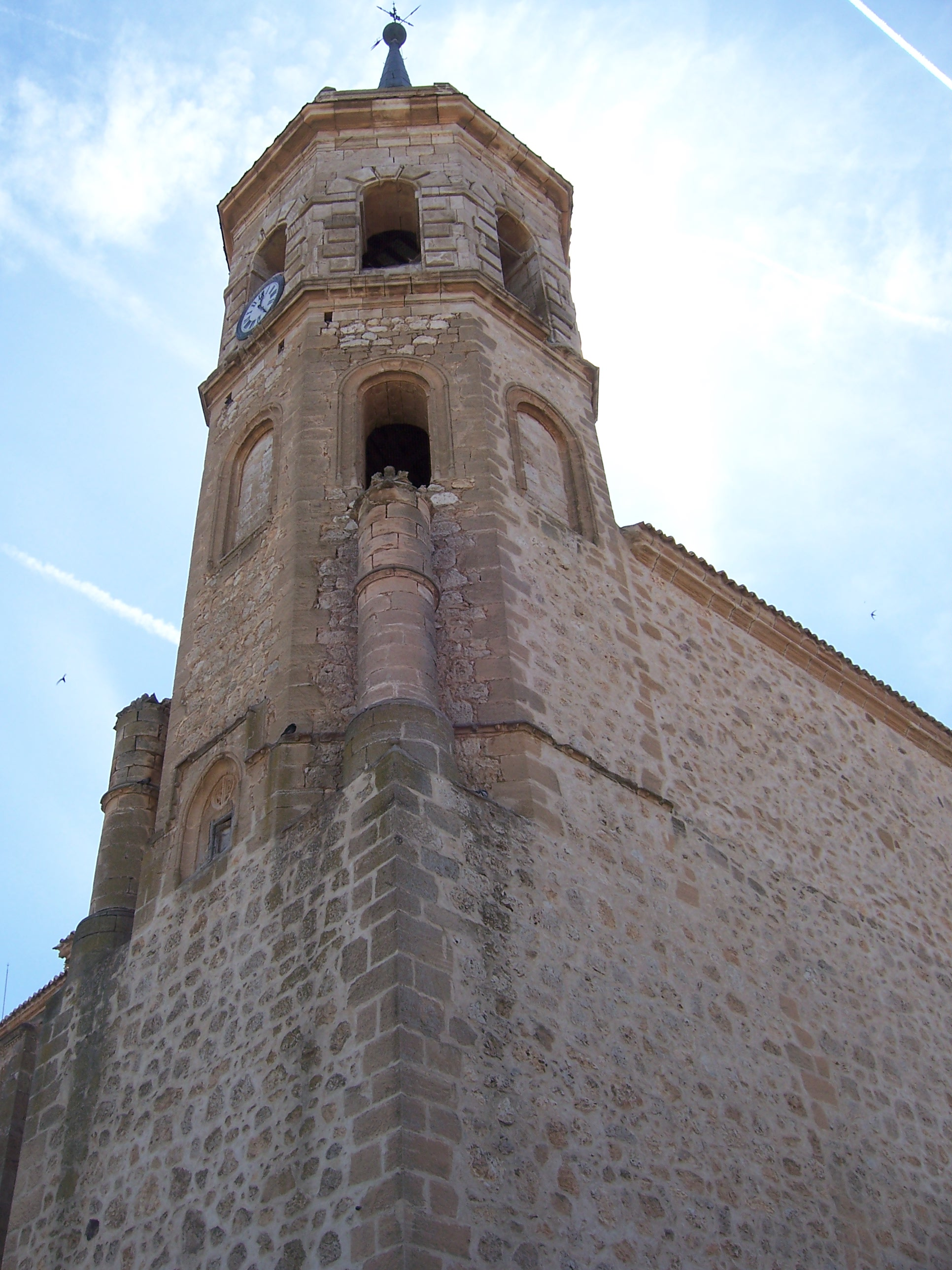
Església de Nuestra Señora de la Asunción

- Església de Nuestra Señora de la Asunción:[2] Es tracta d'un edifici de transició entre el Gòtic i el Renaixement. Construït en l'essencial a la primera meitat del XVI, les modificacions executades entre 1582 i 1596 van ser supervisades per Nicolás Vergara el Mosso. Té planta de creu llatina, una sola nau d'alçada considerable i capçalera poligonal. És de pedra carreuada amb poderosos contraforts a l'exterior. A l'interior actuen com suports de la construcció tant pilars gòtics com columnes renaixentistes separant els trams en què es distribueix la nau, la coberta present volta de creueria amb abundants nervis. Un element important a destacar és la seva torre.

## Imatges de Tembleque

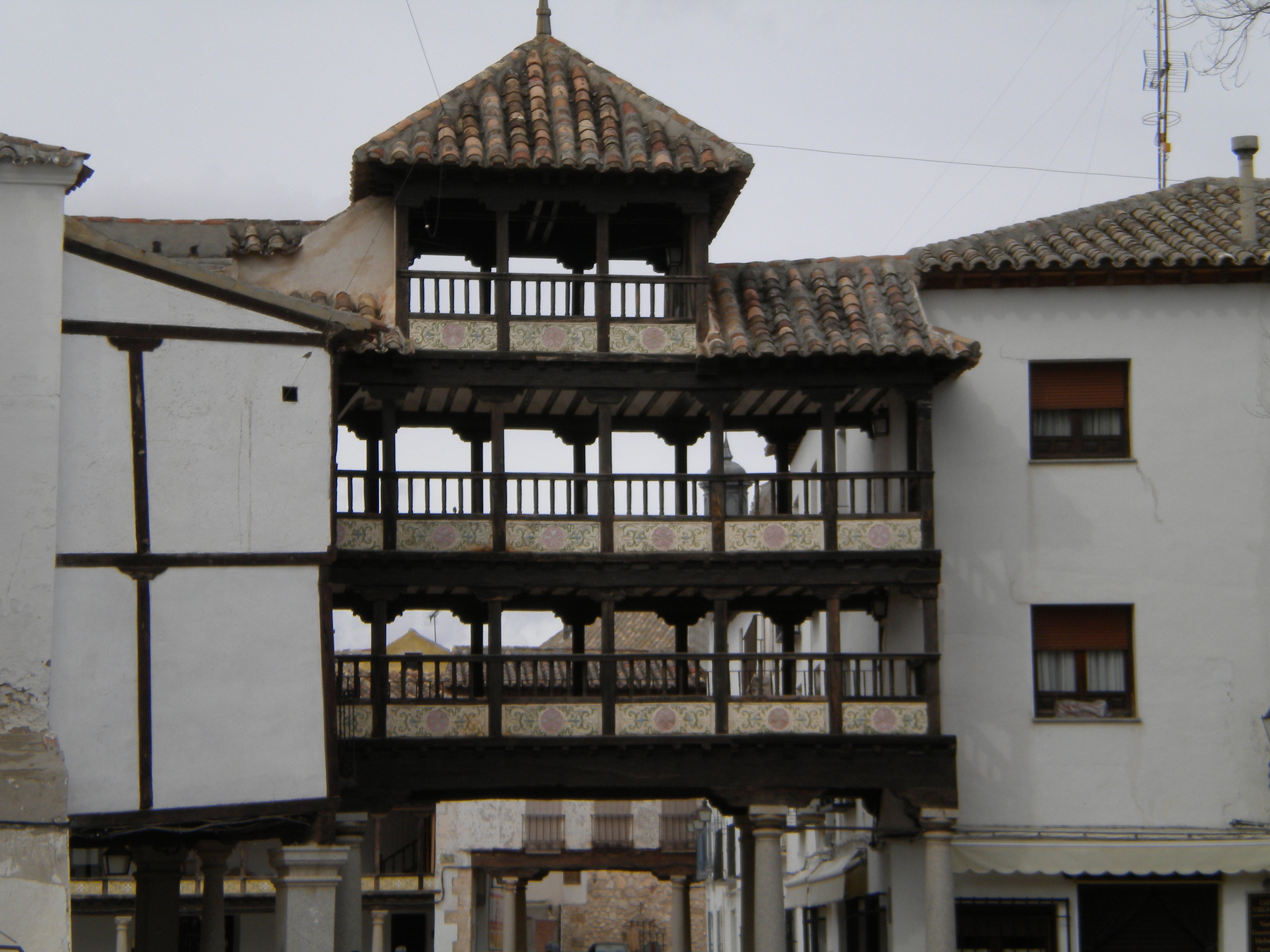
Plaça major amb la balconada del Nord
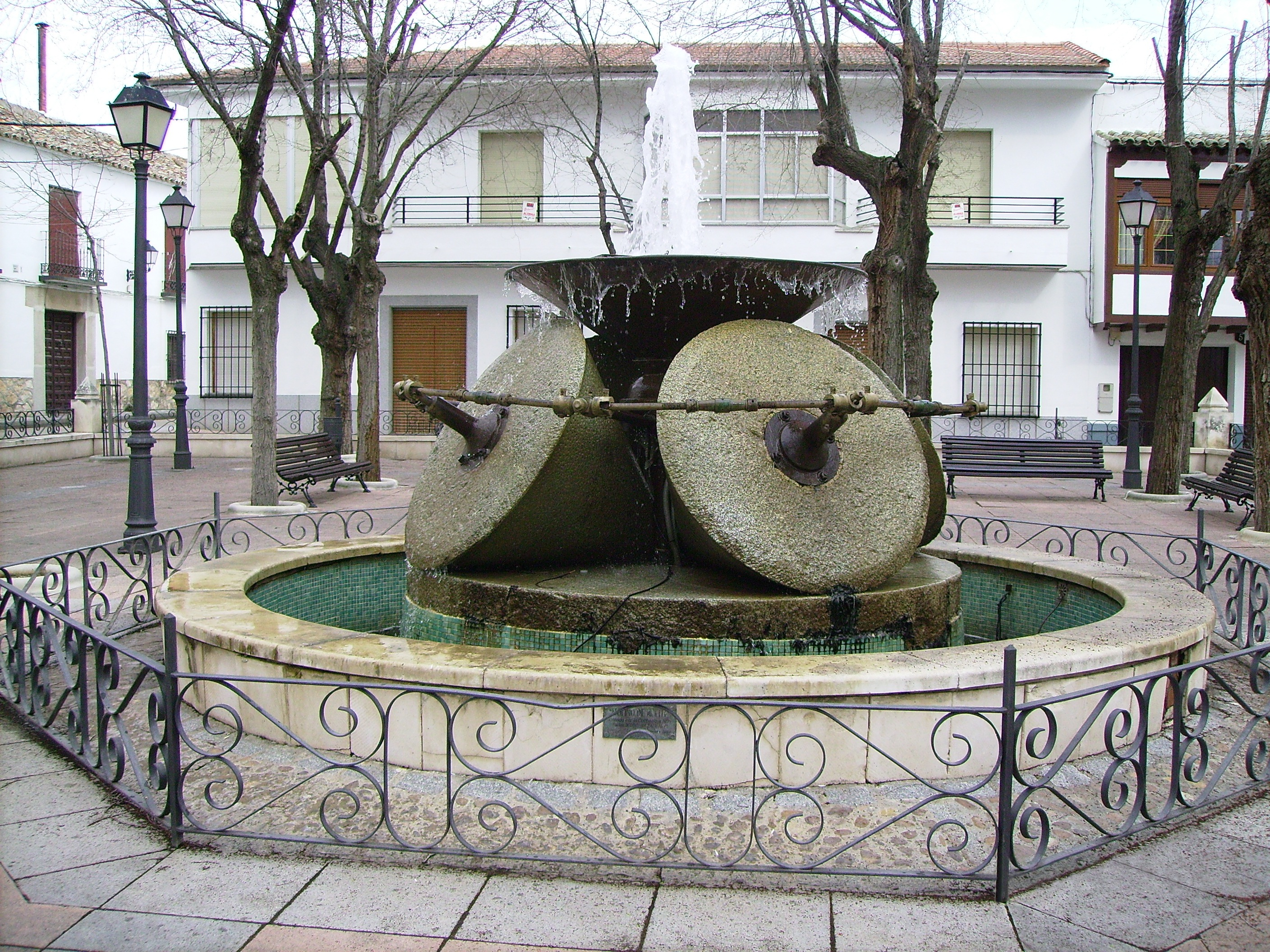
Plaça de les rodes de molí
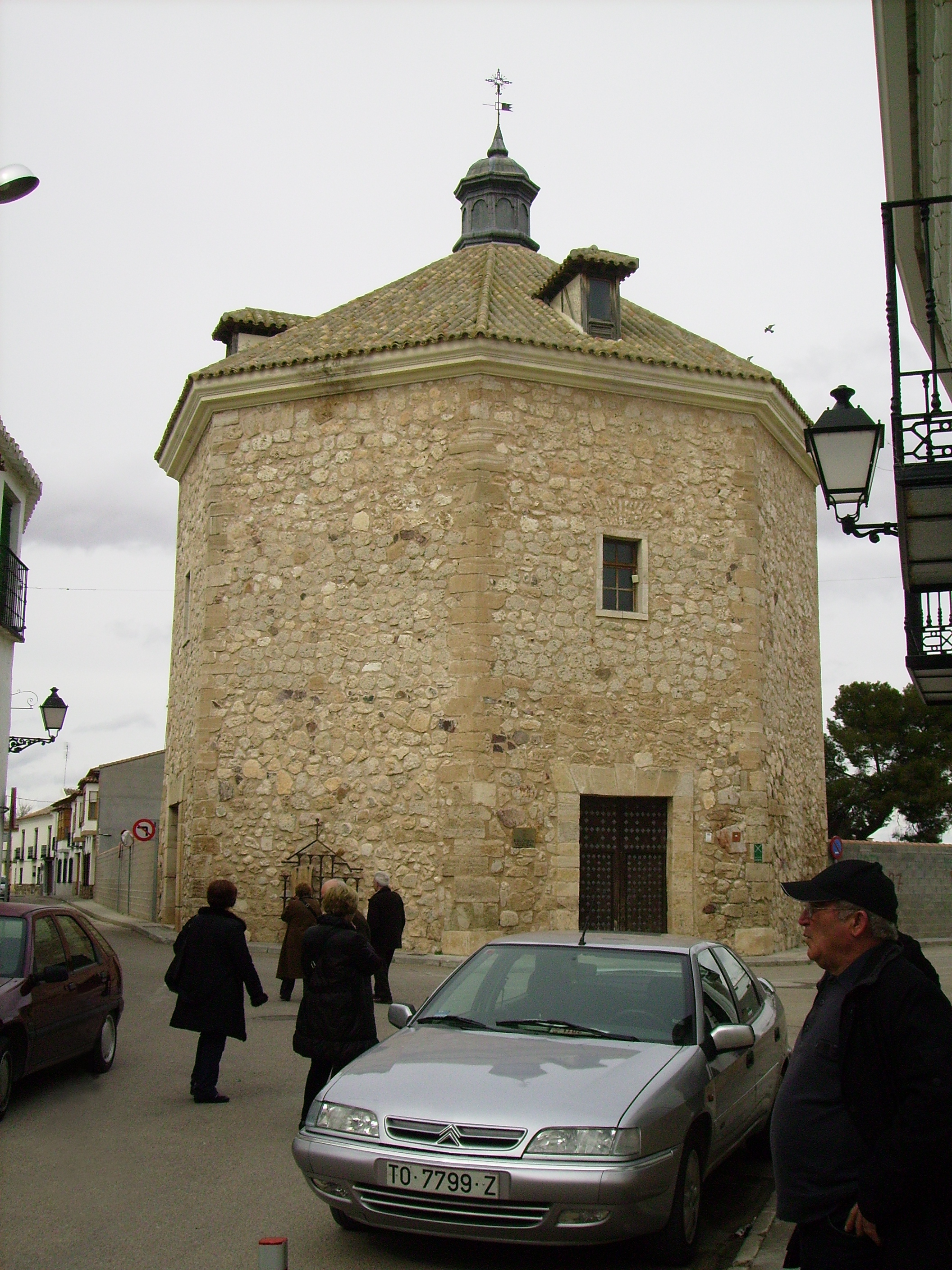
Ermita de la Vera Cruz
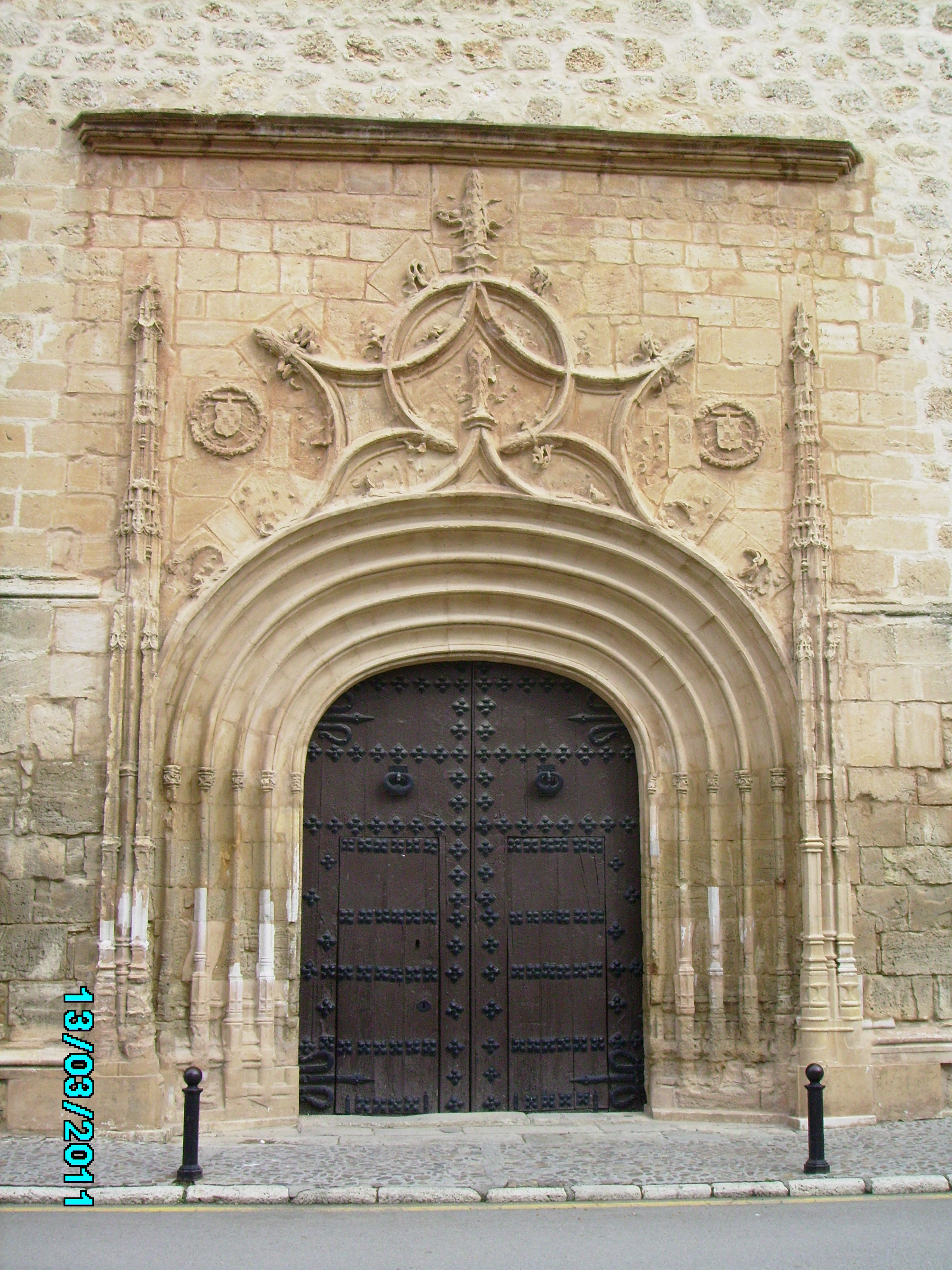
Portal de l'Església parroquial
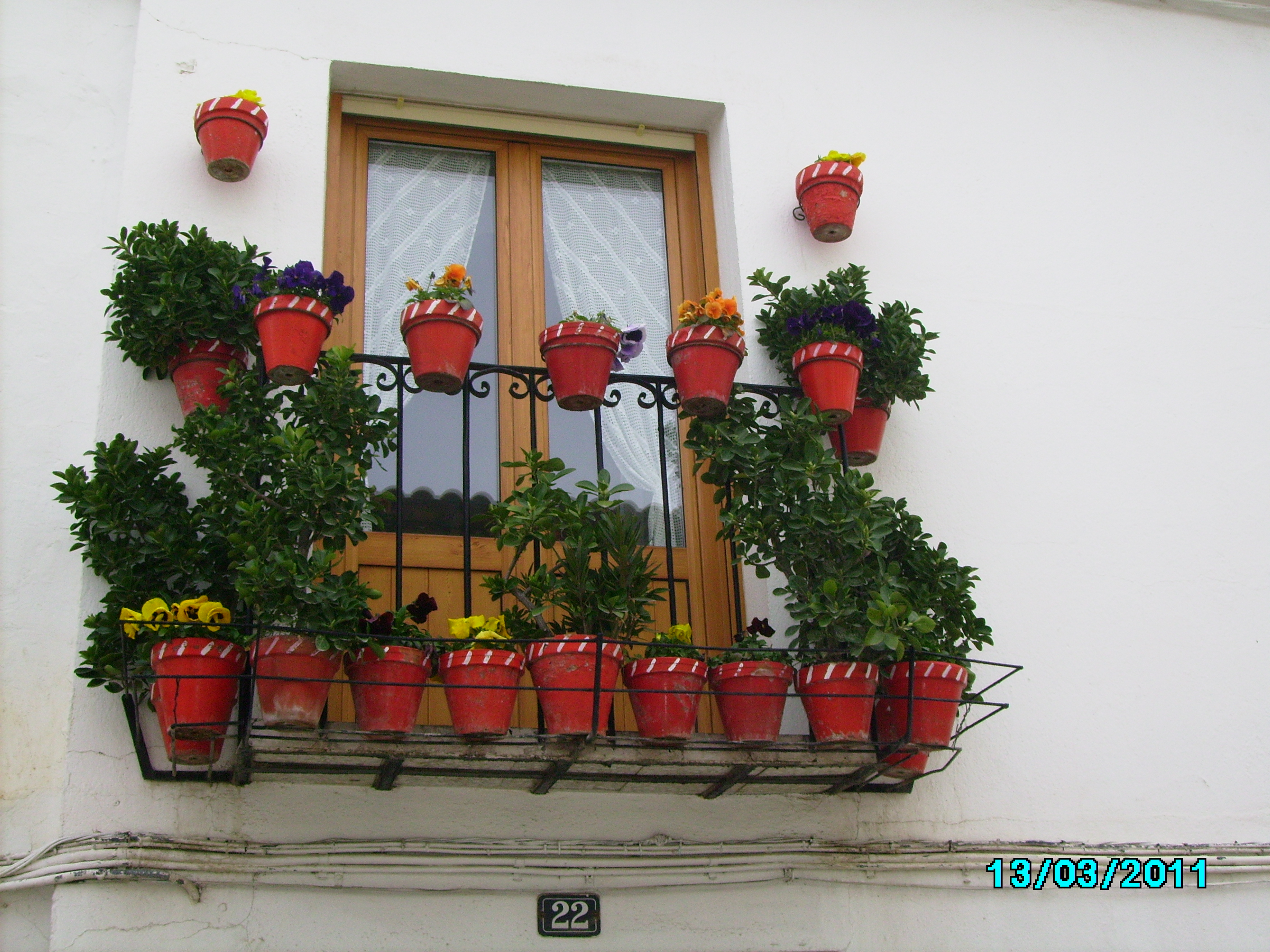
Balcó adornat a Tembleque
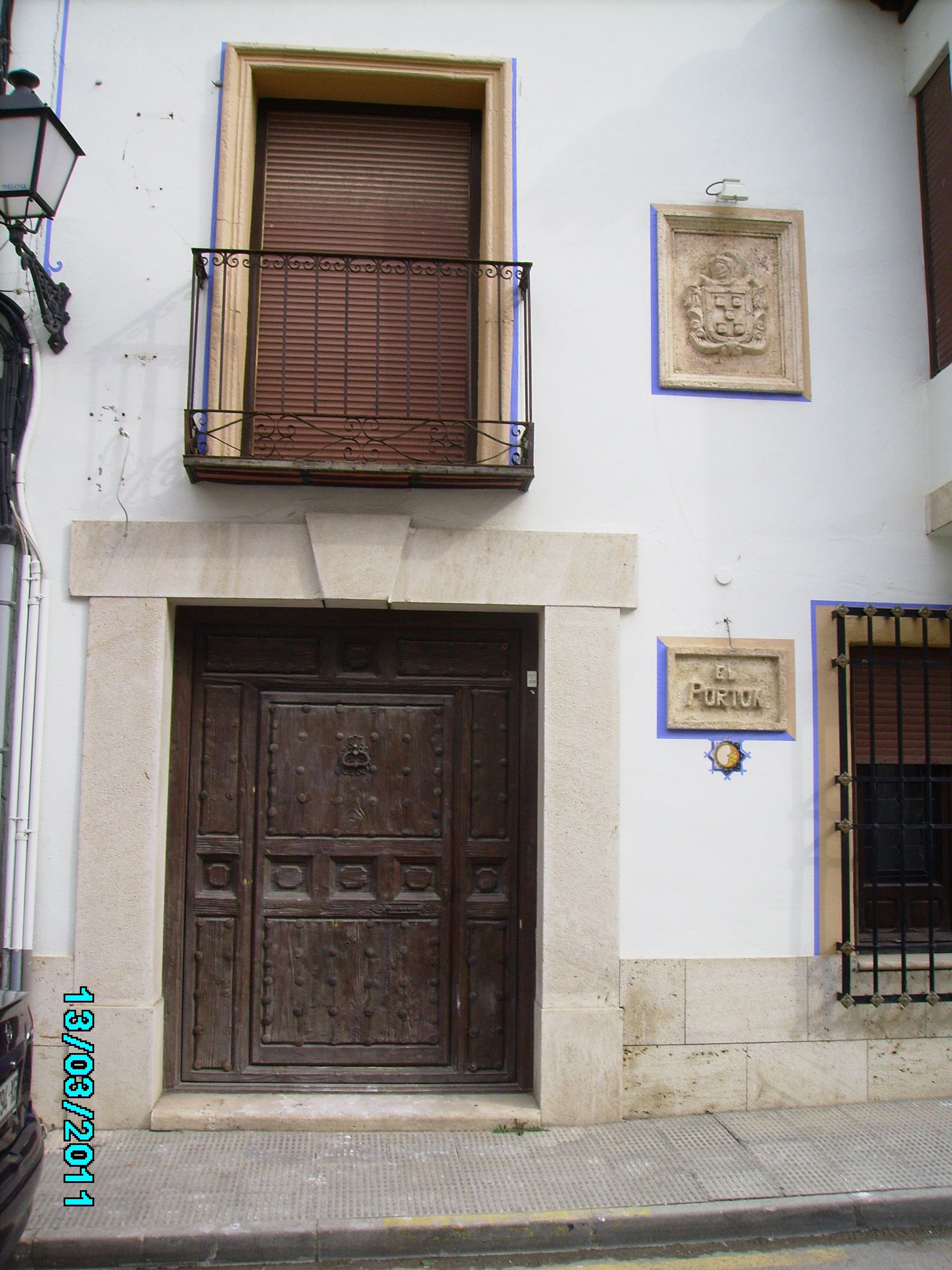
Casa senyorial